# Спиридонов, Анатолий Яковлевич
Анато́лий Яковлевич Спиридо́нов (род. 8 июня 1950, посёлок Краснооктябрьский, Марийская АССР) — российский переводчик, литератор, создатель марийского национального эпоса «Югорно».

## Биография
После службы в армии работал на заводах Йошкар-Олы, в редакции Медведевской районной газеты.
В 1983 году окончил Литературный институт им. А.М. Горького. Более двадцати пяти лет трудится редактором в Марийском книжном издательстве.
Писатель с успехом работает во многих жанрах литературы. В 1984 году в Марийском книжном издательстве вышел первый сборник его рассказов «Запах родного дома», в 1992 году — «Золотое дно».
Автор эпической поэмы «Югорно» (2002), профессиональный переводчик марийской литературы.
Сборник избранных произведений под заголовком «Меморики усопших времён», выпущенный в свет к 60-летию писателя, представляет наиболее характерные для его манеры письма рассказы, краткий пересказ поэмы «Югорно» для школьников, изучающих её по учебной программе, а также сказки, написанные на основе марийского фольклора.
10 декабря 2014 года, в День марийской письменности, было объявлено, что эпос «Югорно. Песнь о вещем пути» А. Я. Спиридонова (перевод на марийский язык Анатолия Мокеева) был объявлен победителем в номинации «Книга года Республики Марий Эл». Книга выпущена в превосходном полиграфическом исполнении, и по итогам Общероссийского конкурса АСКИ «Лучшие книги — 2014» Марийское книжное издательство было удостоено диплома Литературного института им. М. Горького за подготовку и выпуск издания «Югорно. Песнь о вещем пути. Эпос мари».